# Pholeomyia argyrata
Pholeomyia argyrata är en tvåvingeart som beskrevs av Friedrich Georg Hendel 1932. Pholeomyia argyrata ingår i släktet Pholeomyia och familjen sprickflugor. Inga underarter finns listade i Catalogue of Life.